# Eshgaft-e Gāv
Eshgaft-e Gāv (persiska: Eshkaft-e Gāv, اشگفت گاو) är en ort i Iran.   Den ligger i provinsen Khuzestan, i den centrala delen av landet, 500 km söder om huvudstaden Teheran. Eshgaft-e Gāv ligger 840 meter över havet och antalet invånare är 262.
Terrängen runt Eshgaft-e Gāv är varierad. Runt Eshgaft-e Gāv är det ganska tätbefolkat, med 60 invånare per kvadratkilometer. Närmaste större samhälle är Khong Ezhdehā, 14,2 km nordväst om Eshgaft-e Gāv. Omgivningarna runt Eshgaft-e Gāv är i huvudsak ett öppet busklandskap.